# フィアット・フルバック
フルバック (FULLBACK) は、三菱自動車工業が製造、フィアットが販売していたピックアップトラックである。

## 概要
2014年9月、フィアットと三菱自動車工業はトライトン (2代目)をベースとしたフィアット向け車両の開発と生産に関する覚書を締結。この契約に沿って、トライトンを「フルバック」としてフィアットへOEM供給することとなり、2015年11月、ドバイモーターショーにて初公開した。
2019年、販売不振とEU圏内統一排出ガス規制の新しい規制である「ユーロ6」による影響のため生産を終了した。